# Elecciones presidenciales de Trinidad y Tobago de 2018
Las elecciones presidenciales de Trinidad y Tobago de 2018 se llevaron a cabo el 19 de enero de 2018. El 5 de enero de 2018, el gobierno del PNM del primer ministro Keith Rowley presentó el nombre de Paula-Mae Weekes, juez del Tribunal de Apelación de las Islas Turcas y Caicos, con la esperanza de alcanzar un consenso con la oposición parlamentaria liderada por Kamla Persad-Bissessar del partido UNC, que luego respaldó su nominación también. Paula-Mae Weeks se convirtió así en la primera mujer en asumir el cargo de presidenta de Trinidad y Tobago el 19 de marzo de 2018.

## Sistema electoral
El presidente de Trinidad y Tobago es elegido indirectamente para un mandato de 5 años por un colegio electoral integrado por los 41 miembros de la Cámara de Representantes y los 31 miembros del Senado.
Para ganar la elección, un candidato debe obtener una pluralidad de votos emitidos, por lo que se debe cumplir un quórum compuesto por el presidente de la Cámara de Representantes, 10 senadores y otros 12 miembros de la Cámara de Representantes para que la elección se considere válida. Si solo se debe nominar a un candidato para postularse en la elección, se considerará que él o ella ha sido elegido presidente sin la necesidad de que se lleve a cabo una votación.